# Поластрон (Верхняя Гаронна)
Поластро́н (фр. и окс. Polastron) — коммуна во Франции, находится в регионе Юг — Пиренеи. Департамент — Верхняя Гаронна. Входит в состав кантона Ле-Фусре. Округ коммуны — Мюре.
Код INSEE коммуны — 31428.

## География
Коммуна расположена приблизительно в 630 км к югу от Парижа, в 55 км к юго-западу от Тулузы.
По территории коммуны протекают небольшие реки Обан (фр. Auban), Ат (фр. Hats) и Тирелеш (фр. Tirelech).

## Климат
Климат умеренно-океанический. Зима мягкая и снежная, весна характеризуется сильными дождями и грозами, лето сухое и жаркое, осень солнечная. Преобладают сильные юго-восточные и северо-западные ветры.

## Население
Население коммуны на 2010 год составляло 58 человек.
| 1962 | 1968 | 1975 | 1982 | 1990 | 1999 | 2010 |
| ---- | ---- | ---- | ---- | ---- | ---- | ---- |
| 106  | 92   | 80   | 67   | 61   | 64   | 58   |

## Экономика
В 2010 году среди 37 человек трудоспособного возраста (15—64 лет) 27 были экономически активными, 10 — неактивными (показатель активности — 73,0 %, в 1999 году было 77,4 %). Из 27 активных жителей работали 25 человек (15 мужчин и 10 женщин), безработных было 2 (0 мужчин и 2 женщины). Среди 10 неактивных 2 человека были учениками или студентами, 5 — пенсионерами, 3 были неактивными по другим причинам.

## Фотогалерея

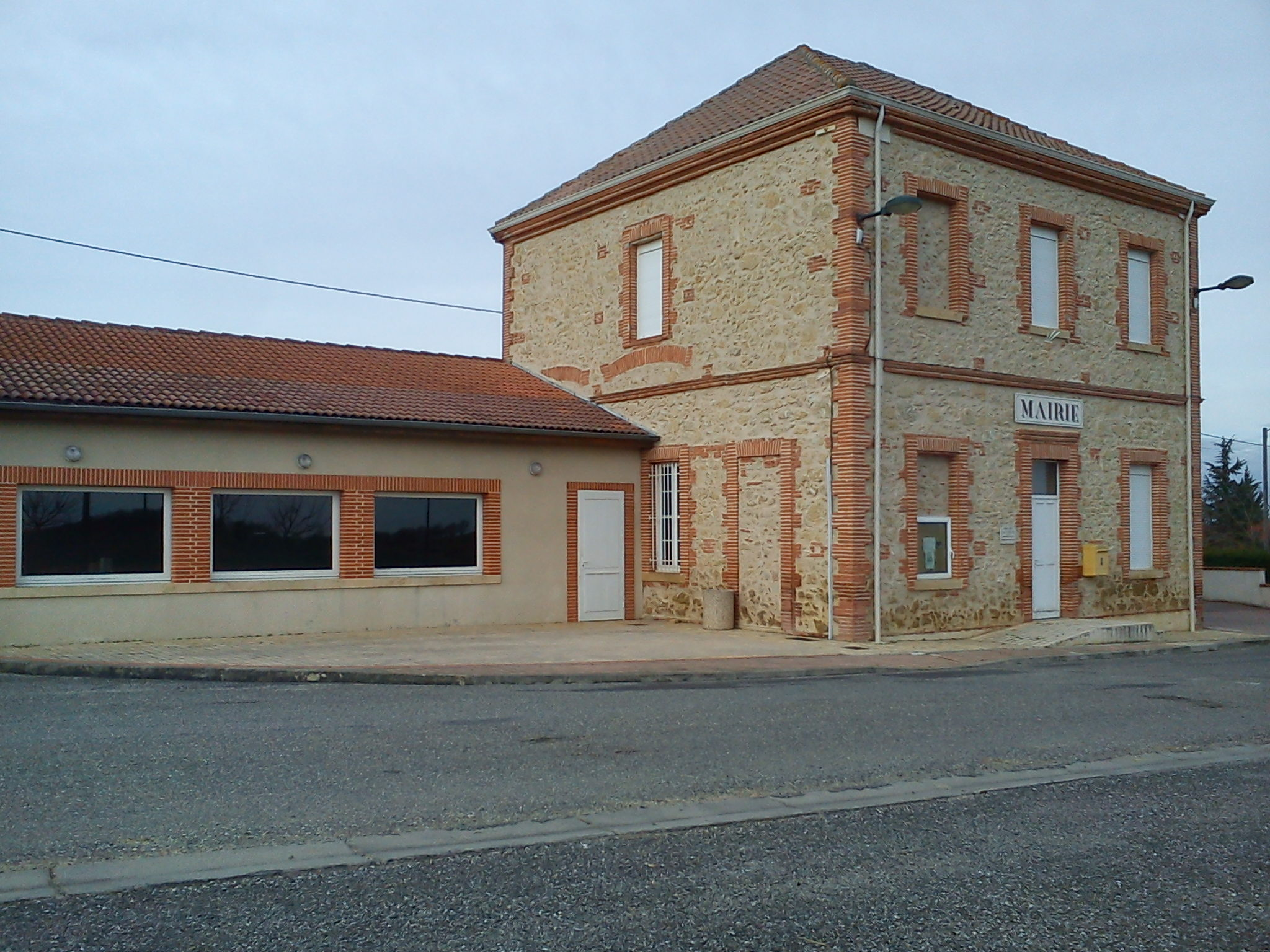
Мэрия
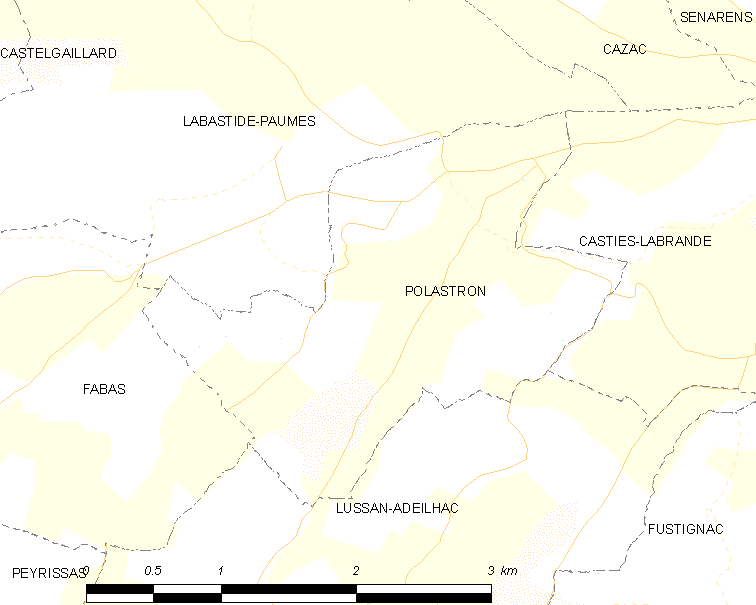
Карта коммуны